# مايا فيدمار
ماجا فيدمار (بالإنجليزية: Maja Vidmar)‏ (28 يونيو 1961، نوفا جوريتسا في سلوفينيا)؛ كاتِبة وشاعرة سلوفينية.